# 灰咀坬遗址
灰咀坬遗址，位于中国甘肃省临洮县，为一个省级文物保护单位，类型为古遗址。
灰咀坬遗址的历史年代为青铜时代。